# Chrysopilus tonnoiri
Chrysopilus tonnoiri är en tvåvingeart som beskrevs av Paramonov 1962. Chrysopilus tonnoiri ingår i släktet Chrysopilus och familjen snäppflugor. Inga underarter finns listade i Catalogue of Life.